# Аль-Лайс ибн Саад
аль-Лайс ибн Са́ад (араб. الليث بن سعد‎; 712, Каркашанда — 791, Каир) — мусульманский учёный, знаток хадисов и законовед-факих. В своё время религиозно-правовые заключения (фетвы) аль-Лайса ибн Саада брались за основу мусульманами Египта, однако ввиду отсутствия у него авторитетных последователей они так и не сформировались в самостоятельный лайситский мазхаб.

## Биография
Его полное имя: Абу-ль-Харис аль-Лайс ибн Саад ибн Абдуррахман аль-Фахми аль-Калкашанди (араб. أَبُو الحَارِثِ اللَّيْثُ بنُ سَعْدِ بنِ عَبْدِ الرَّحْمَنِ الفَهْمِيُّ القَلْقَشَنْدَي‎). Родился в местечке Калкашанда в 712 году, во времена правления омейядского халифа аль-Валида I ибн Абдул-Малика. Его семья была родом из Исфахана, но после арабского завоевания Персии попала в рабство. Нисба аль-Фахми указывает на то, что они принадлежали известному арабскому роду фахм (из группы племен мудар). До того как попасть в семью Мусафира ибн Халида аль-Фахми отец аль-Лайса принадлежал одному из курайшитов. В тот период фахмиды пользовались большим уважением в Египте, что сыграло большую роль в его воспитании.
Аль-Лайс ибн Саад славился своей щедростью. Его годовой доход достигал 80000 динаров, однако его имущество никогда не облагалось закятом даже в размере одного дирхема, потому что он все раздавал беднякам. Сын аль-Лайса Шуайб рассказывал: «Однажды вместе с отцом мы отправились в хадж. Когда мы приехали в Медину, имам Малик послал нам тарелку со свежими финиками. В свою очередь отец положил на тарелку 1000 динаров и послал её ему обратно». Также рассказывают, что аль-Лайс регулярно выплачивал долги ученых и простых людей.
Абдуллах ибн Салих сказал: «Я находился рядом с аль-Лайсом ибн Саадом в течение двадцати лет и не видел, чтобы он завтракал и ужинал один. Он всегда ел вместе с гостями, а мясные блюда ел только во время болезни»
Аль-Лайс ибн Саад скончался в пятницу 14 шаабана 175 года хиджры (791 год н. э.). Заупокойную молитву по нему совершил правитель Египта Муса ибн ‘Иса аль-Хашими. Он был похоронен в Каире в Городе мёртвых

## Богословская деятельность
Аль-Лайс ибн Саад обучался богословским дисциплинам у ученых Египта и Хиджаза, а позднее сам давал уроки по хадисам и исламскому праву в Египте. Был одним из самых знающих людей своего времени и считался имамом египетских хадисоведов и законоведов. Несмотря на глубокие познания этого ученого, его методология и мазхаб не получили развития, так как его фетвы не были сохранены.
Ибн Хиббан передал со слов имама аш-Шафии : «аль-Лайс ибн Саад превосходил имама Малика в фикхе. Однако ученики сделали его бесполезным». То есть они не записали в книги то, чему обучились от него.
Ахмад ибн Ханбал говорил о нём: «аль-Лайс обладал обширными знаниями, и переданные им хадисы достоверны. Среди египтян он самый надежный передатчик. Я не видел никого, подобного аль-Лайсу». Ибн Саад в своем «Табакате» отмечает, что аль-Лайс издал много фетв, был надежным передатчиком (рави) и передал много хадисов.
Имам ан-Нафи‘ сообщил, что аль-Лайс ибн Саад встречался с более 50 учеными табиями и 150 учеными из числа их учеников. аль-Лайс передавал хадисы со слов таких улемов, как ан-Нафи‘ (вольноотпущенник Ибн ‘Умара), Ибн Шихаб аз-Зухри, Ибн Абу Мулайка, Язид ибн Абу Хубайб, Яхья ибн Саид аль-Ансари, Ибн Иджлан, Хишам ибн Урва, Ата ибн Абу Рабах и др. В свою очередь Мухаммад ибн Иджлан, Хишам ибн Саад, Яхья ибн Исхак ас-Силхини, Абу Салама аль-Хузаи и многие другие передавали хадисы со слов аль-Лайса ибн Саада.
Имам Малик говорил: «аль-Лайс ибн Саад — самый надежный рассказчик хадисов среди людей». Ахмад ибн Ханбал сказал: «Самым надежным рассказчиком хадисов в Египте был аль-Лайс ибн Саад. ‘Амр ибн Харис близок к нему (в надежности)». Ибн Вахб сказал: «Если бы не Малик ибн Анас и аль-Лайс ибн Саад, люди сбились бы с истинного пути».